# Bounce address

Une bounce address (littéralement « adresse de rebond ») est une adresse électronique vers laquelle les messages de rebond sont remis. Il y a de nombreuses variations sur son nom et aucune n'a su s'imposer universellement. Ces variations comprennent return path, reverse path, envelope from, envelope sender, MAIL FROM, 2821-FROM, return address, From_… etc. Il n'est pas rare d'en rencontrer plusieurs dans un même document.

## Contexte
L'adresse de retour n'est habituellement pas visible de l'utilisateur final. Ceci, ajouté au manque de standardisation du nom laisse un flou sur cette notion d'adresse de retour. 
Un courrier électronique peut être considéré comme un courrier papier : un courriel créé par un utilisateur contient un champ d'en-tête ; par exemple : To:, From:, Subject:… etc. situé avant le corps du message, cela revient à l'en-tête et le corps d'une lettre. Les champs To: et From: sont généralement recopiés sur l'enveloppe où ils servent à l'acheminement.
Bien qu'en règle générale, les champs To et From dans le corps du message soient identiques à ceux sur l'enveloppe, ce n'est pas toujours le cas. Par exemple, sur les Listes de diffusion, le champ From: visible des abonnés est l'adresse de l'expéditeur qui a posté sur la liste alors que l'adresse de retour correspond au logiciel de gestion de liste. 
Lorsque les courriers électroniques sont transportés via le protocole SMTP, comme la plupart du temps sur internet, seule l'en-tête est lue, elle suffit à déterminer comment acheminer le message. Les Mail Transfer Agents (MTA) utilisant le protocole SMTP possèdent une commande RCPT TO pour indiquer le destinataire et une commande MAIL FROM pour indiquer la provenance.
Les émetteurs de pourriel trafiquent souvent l'adresse de retour, et si le serveur SMTP est mal configuré, cela conduit au problème de la rétrodiffusion des notifications d'erreur.